# تولید مخروطی اشتاینر
تولید مخروطی اشتاینر (انگلیسی: Steiner conic)، که به افتخار ریاضی‌دان سوئیسی یاکوب اشتاینر نامگذاری شده‌است، روشی جایگزین برای تعریف رویه‌های درجه دوم (ساخته شده از مقاطع مخروطی کامل) در یک میدان ریاضی با رویکرد هندسه تصویری است.
از این روش می‌توان برای تعریف مقاطع مخروطی استفاده کرد.

## مثال

### ترسیم بیضی با تولید مخروطی اشتاینر

ترسیم بیضی به روش متوازی‌الأضلاع

ترسیم بیضی به روش متوازی‌الأضلاع

تولید مخروطی اشتاینر (یا روش متوازی‌الأضلاع) را می‌توان زمان داشتن قطرهای بیضی یا یک وتر و قطر مزدوج آن به کار برد. در این روش  یک متوازی‌الأضلاع (در تصویر مجاور مربع {\displaystyle ABV_{1}V_{2}}) به مرکزیت نقطهٔ {\displaystyle P} در نظر گرفته می‌شود به صورتی که هر کدام از اضلاع آن مساوی و موازی یکی از قطرهای بیضی (یا یک وتر و قطر مزدوجش) باشند. ضلع‌های {\displaystyle {\overline {AB}}} و {\displaystyle {\overline {V_{1}B}}} به {\displaystyle n} پاره‌خط مساوی تقسیم می‌شوند. سپس از رأس {\displaystyle V_{1}} به سر هر کدام از پاره‌خط‌های روی ضلع {\displaystyle {\overline {AB}}} و از رأس {\displaystyle V_{2}} به سر هر کدام از پاره‌خط‌های روی ضلع {\displaystyle {\overline {V_{1}B}}} پاره‌خطی کشیده می‌شود. نقطهٔ تقاطع پاره‌خط‌های {\displaystyle V_{1}B_{i}} و  {\displaystyle V_{1}B_{i}} روی بیضی قرار دارد.